# Tae Won-seok
Tae Won-seok (Hangul, 태원석; 10 de junio de 1989) es un actor surcoreano.

## Biografía
Estudió en el departamento de artes escénicas del Instituto de Artes y Medios de Dong-ah (동아방송예술대).

## Carrera
Es miembro de la agencia Story J Company (스토리제이컴퍼니), agencia subsidiaria de People Story Company.
El 29 de septiembre de 2018 se unió al elenco principal de la serie Player donde dio vida a Do Jin-woong, un luchador poderoso y experto en artes marciales, que se une a un equipo de élite para resolver crímenes.
En junio de 2019 se unió al elenco recurrente de la serie Arthdal Chronicles Part 2: The Sky Turning Inside Out, Rising Land donde dio vida a Badoru, un miembro de Doldambool. Papel que volvió a interpretar a Arthdal Chronicles Part 3: The Prelude To All Legends.
El 17 de junio del mismo año realizó una aparición durante el primer episodio de la serie Class of Lies donde interpretó a un cliente del abogado Gi Moo-hyeok (Yoon Kyun-sang) y el dueño de Yongdory.
En marzo de 2020 se unió al elenco recurrente de la serie Nobody Knows donde dio vida a Ko Hee-dong, el jefe de seguridad del hotel "Millennium".
En octubre del mismo año se unió al elenco principal de la serie Private Life donde interpretó a Han-son, un estafador y el mentor de Cha Joo-eun (Seohyun).
En febrero de 2021 se unió al elenco recurrente de la serie Sisyphus: The Myth donde dio vida a Yeo Bong-seon, el guardaespaldas de Han Tae-sul (Jo Seung-woo).

## Filmografía

### Series de televisión
| Año         | Título                                                             | Personaje                              | Notas                     |
| ----------- | ------------------------------------------------------------------ | -------------------------------------- | ------------------------- |
| 2010        | Athena: Goddess of War                                             | -                                      |                           |
| 2011        | Dear My Sister                                                     | -                                      |                           |
| 2012        | Phantom (Ghost)                                                    | -                                      |                           |
| 2015        | The Flatterer                                                      | Estudiante Universitario               | Serie web                 |
| 2016        | Five Enough                                                        | -                                      |                           |
| 2016        | Descendants of the Sun                                             | -                                      |                           |
| 2016        | Memory                                                             | -                                      |                           |
| 2016        | The Gentlemen of Wolgyesu Tailor Shop                              | Guardia del Club Nocturno              | Invitado, ep. 36          |
| 2016        | Fantastic                                                          | -                                      |                           |
| 2016        | Sweet Stranger and Me                                              | Mr. Kim                                |                           |
| 2016        | Weightlifting Fairy Kim Bok Joo                                    | -                                      |                           |
| 2017        | Rebel: Thief Who Stole the People                                  | -                                      |                           |
| 2017        | Suspicious Partner                                                 | Atacante del Restaurante               | Invitado, ep. 21-22       |
| 2017        | Distorted (Falsify)                                                | -                                      |                           |
| 2017        | Strongest Deliveryman                                              | -                                      |                           |
| 2017        | Manhole                                                            | -                                      |                           |
| 2017        | Man in the Kitchen                                                 | -                                      |                           |
| 2017        | Detective Gonhwan                                                  | Im Chan-jin                            | 7 episodios               |
| 2017        | Witch's Court                                                      | Choi Yong-woon                         |                           |
| 2017        | Prison Playbook                                                    | Lt. Park Eun-hyun                      | Invitado, ep. 8-10        |
| 2017        | Oh, the Mysterious                                                 | Guardia de la Prisión de Busan         |                           |
| 2017 - 2018 | Bad Guys: City of Evil                                             | -                                      |                           |
| 2018        | Return                                                             | -                                      |                           |
| 2018        | Radio Romance                                                      | -                                      |                           |
| 2018        | Welcome to Waikiki                                                 | Hombre en el Camino                    | Invitado, ep. 5           |
| 2018        | 100 Days My Prince                                                 | Dueño del Puesto de Sopa               | Invitado, ep. 4           |
| 2018        | Player                                                             | Do Jin-woong                           | 14 episodios              |
| 2019        | Class of Lies                                                      | Dueño de Yongdory                      | Invitado, ep. 1           |
| 2019        | The Great Show                                                     | "That Kind of Hot Dog"                 | Invitado, ep. 13          |
| 2019        | Arthdal Chronicles Part 2: The Sky Turning Inside Out, Rising Land | Badoru                                 |                           |
| 2019        | Arthdal Chronicles Part 3: The Prelude To All Legends              | Badoru                                 |                           |
| 2020        | Nobody Knows                                                       | Ko Hee-dong                            |                           |
| 2020        | Dinner Mate                                                        | Dueño del Camión de Comida             | Aparición especial, ep. 3 |
| 2020        | Private Life                                                       | Han-son ("One Hand")                   | [ 12 ]                    |
| 2021        | Sisyphus: The Myth                                                 | Yeo Bong-seon                          |                           |
| 2023-24     | Mi adorable demonio                                                | Director de la academia de lucha libre | Aparición especial        |
| 2024        | El cuento de la dama Ok                                            | Hwa-guk                                | Aparición especial, ep. 1 |
| 2025        | Un chico ejemplar                                                  | Shin Jae-hong                          | [ 13 ] [ 14 ] [ 15 ]      |

### Películas
| Año  | Título                              | Personaje                     | Notas                                                                 |
| ---- | ----------------------------------- | ----------------------------- | --------------------------------------------------------------------- |
| 2019 | Extreme Job                         | Miembro de la Pandilla Ansan  | junto a Ryu Seung-ryong, Lee Ha-nee, Lee Dong-hwi y Gong Myung        |
| 2018 | The Soup                            | Borracho                      |                                                                       |
| 2017 | Along with the Gods: The Two Worlds | Oficial de la Policía Militar | junto a Ha Jung-woo, Cha Tae-hyun, Joo Ji Hoon y Kim Hyang-gi         |
| 2015 | Mutual Relations                    | Min-seok                      | [ 16 ]                                                                |
| 2013 | Montage                             | Joven Detective               | junto a Uhm Jung-hwa, Kim Sang-kyung, Song young-chang y Jo Hee-bong  |
| 2013 | Running Man                         | Personal del Almacén          | junto a Shin Ha-kyun, Lee Tae-ri, Kim Sang-ho, Jo Eun-ji y Oh Jung-se |

### Programas de variedades
| Año        | Programa     | Notas                      |
| ---------- | ------------ | -------------------------- |
| 2018, 2020 | I Live Alone | (ep. #258, 344) - invitado |
| 2018       | Life Bar     | (ep. #90) - invitado       |

### Musicales
| Año  | Título     | Personaje | Notas |
| ---- | ---------- | --------- | ----- |
| 2011 | Carpe Diem | -         |       |